# Lillebror (sång)
Lillebror är en barnsång med text och musik skriven av Gullan Bornemark, publicerad i Hallå, hallå 1964. I jämförelse med originalet har Gullan Bornemark senare ändrat sångtexten något. Sångtexten handlar om lillebror, som kan göra det mesta. Inspirationen är från dottern Evas lillebror Sven, som tyckte han kunde allting.

## Publicerad i
- Hallå, hallå, 1964
- Barnens svenska sångbok, 1999, under rubriken "Sånger för småfolk".

## Inspelningar
Tillsammans med Malmö snurrorkester spelade Gullan Bornemark in sången på singeln "Gumman i lådan" med Gullan Bornemark själv och hennes barn Eva och Sven.